# Ahmed Temsah
Ahmed Temsah est un footballeur international égyptien, né le 12 avril 1986 à Gizeh. Il évolue au poste de milieu de terrain.

## Sélection nationale

### Buts en sélection
| Buts (2) en sélection de Ahmed Temsah au 17 mai 2012 | Buts (2) en sélection de Ahmed Temsah au 17 mai 2012 | Buts (2) en sélection de Ahmed Temsah au 17 mai 2012 | Buts (2) en sélection de Ahmed Temsah au 17 mai 2012 | Buts (2) en sélection de Ahmed Temsah au 17 mai 2012 | Buts (2) en sélection de Ahmed Temsah au 17 mai 2012 | Buts (2) en sélection de Ahmed Temsah au 17 mai 2012 | Buts (2) en sélection de Ahmed Temsah au 17 mai 2012 |
| no                                                   | Date                                                 | Sélection                                            | Lieu                                                 | Adversaire                                           | Évolution du score                                   | Résultat                                             | Compétition                                          |
| ---------------------------------------------------- | ---------------------------------------------------- | ---------------------------------------------------- | ---------------------------------------------------- | ---------------------------------------------------- | ---------------------------------------------------- | ---------------------------------------------------- | ---------------------------------------------------- |
| 2                                                    | 11 mai 2012                                          | -                                                    | Tripoli Municipal Stadium, Tripoli                   | Liban                                                | 1 - 3                                                | 1 - 4                                                | match amical                                         |